# Gustav Thöni
Gustav Thöni (Trafoi, 28 februari 1951) is een Italiaans oud-alpineskiër. Hij maakte deel uit van de succesvolle generatie Italiaanse skiërs in de jaren-70, die bekend staat als Blue Avalanche.
Thöni nam driemaal deel aan de Olympische Spelen en won hierbij drie medailles. Naast tweemaal olympisch kampioen is hij viermaal wereldkampioen in verschillende ski-disciplines.
Hij is de neef van Rolando Thoeni (alpineskiën OS 1972 + OS 1976).

## Palmares

### Olympische winterspelen
- Sapporo (1972)
  - Gouden medaille in de reuzenslalom
  - Zilveren medaille in de slalom
- Innsbruck (1976)
  - Zilveren medaille in de slalom

### Wereldkampioenschap
- Sapporo (1972)
  - Gouden medaille in de combinatie
- Saint-Moritz (1974)
  - Gouden medaille in de reuzenslalom
  - Gouden medaille in de slalom
- Innsbruck (1976)
  - Gouden medaille in de combinatie

1952: Stein Eriksen ·
1956: Toni Sailer ·
1960: Roger Staub ·
1964: François Bonlieu ·
1968: Jean-Claude Killy ·
1972: Gustav Thöni ·
1976: Heini Hemmi ·
1980: Ingemar Stenmark ·
1984: Max Julen ·
1988: Alberto Tomba ·
1992: Alberto Tomba ·
1994: Markus Wasmeier ·
1998: Hermann Maier ·
2002: Stephan Eberharter ·
2006: Benjamin Raich ·
2010: Carlo Janka ·
2014: Ted Ligety ·
2018: Marcel Hirscher ·
2022: Marco Odermatt
- Gemeinsame Normdatei: 106199600X
- Istituto Centrale per il Catalogo Unico: SBLV269084
- Virtual International Authority File: 312620468
- WorldCat: E39PBJrrCmfKGhdbKmg4g3Krv3